# Тропоя (округ)

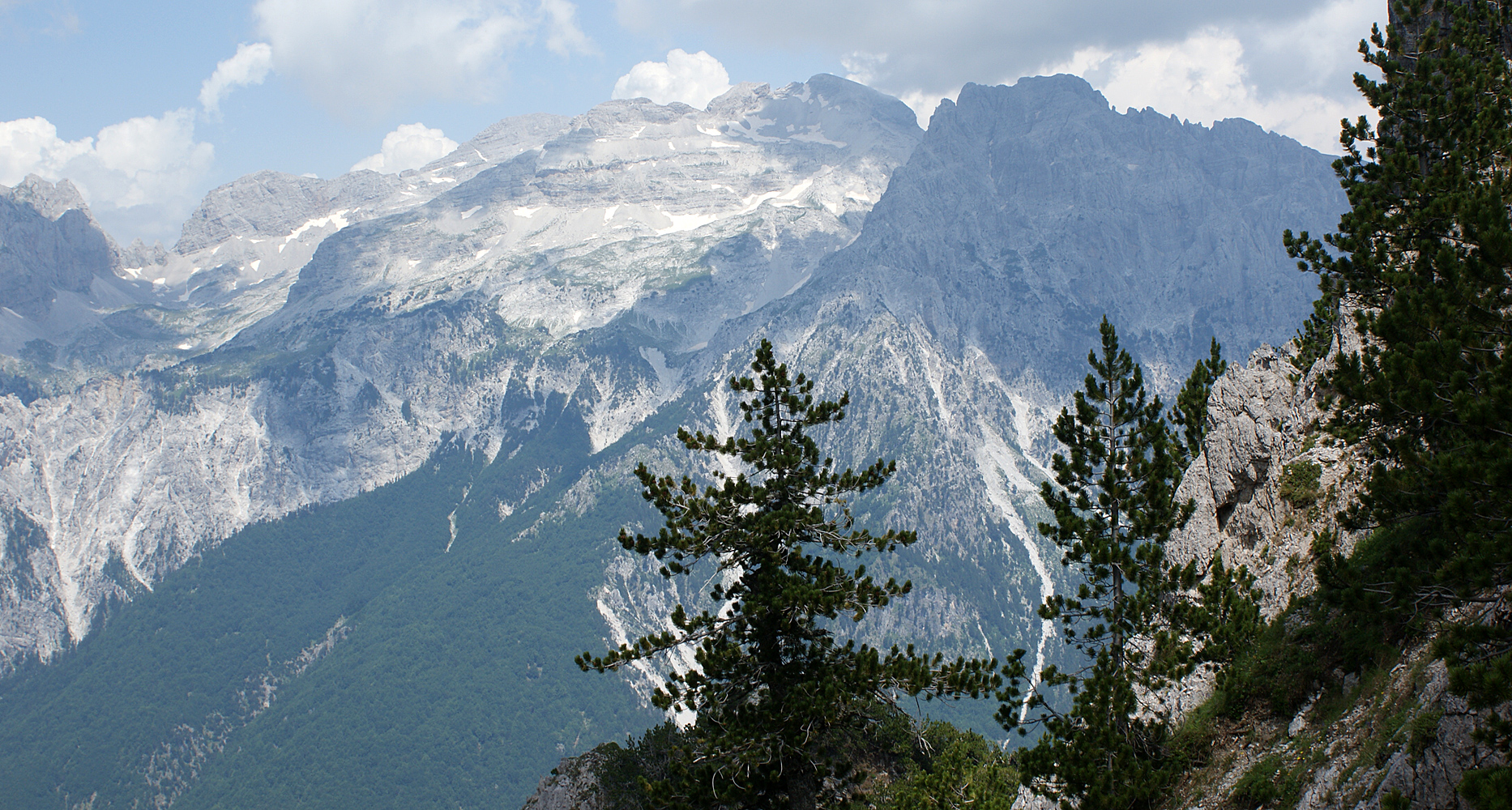
Горный массив Езерца

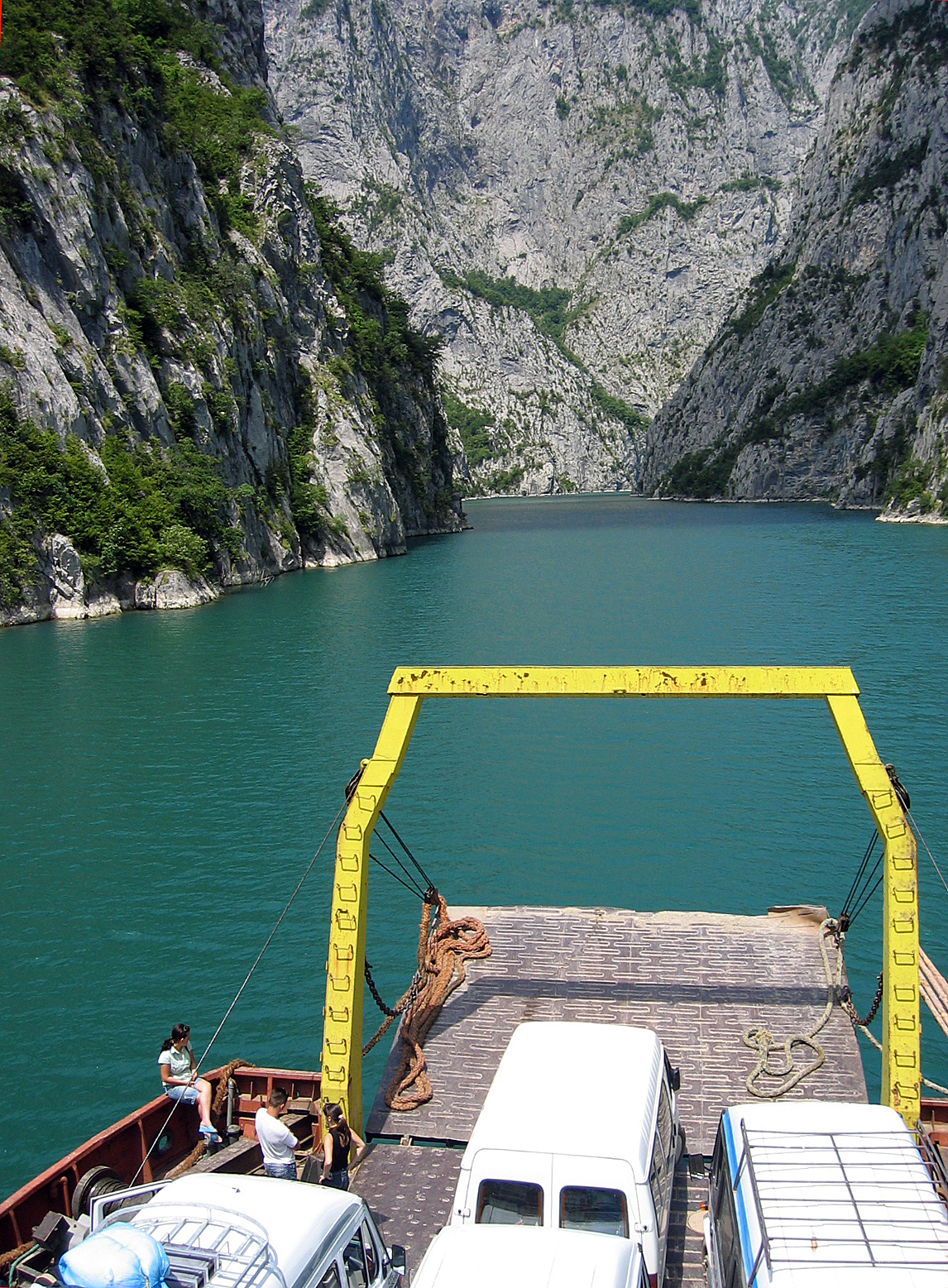
Паромом по Команскому водохранилищу

 Тропоя  (алб. Rrethi i Tropojës) — один из 36 округов Албании, расположенный на северо-востоке страны.
Округ занимает территорию 1043 км² и относится к области Кукес. Административный центр — город Байрам-Цурри.
Почти 75 % населения исповедует ислам, оставшиеся 25 % — католики. Название округа происходит от местечка Тропоя, исторического центра одноимённого региона.

## Географическое положение
Округ расположен на северо-востоке страны, на границе с Косово и Черногорией.
Тропоя лежит в горном районе в восточной части Северо-Албанских Альп. Вторая по высоте гора Албании, Езерца (2693 м), расположена на западной границе округа, кроме этого, на территории округа находится еще дюжина двухтысячников.
В центральной части округа, между населёнными пунктами Байрам-Цурри и Тропоя лежит небольшая равнина. Южная граница образована рекой Дрин, запруженной в восточной части в водохранилище Фиерза, а на западе — в Команское водохранилище. Главная река округа — Валбона. Это также название долины, тянущейся от Байрам-Цурри на северо-запад, а также деревни в этой же долине. Около 8000 га в долине Валбона являются национальным парком.
Округ Тропоя также называют горной страной Джяковица, по названию одноимённого города в Косово, лежащего в 25 км от деревни Тропоя. По Лондонскому мирному договору 1913 года, установившему новые границы Албании, Тропоя была отрезана от своего главного торгового центра, а многие семьи разделены. Границы были вновь открыты лишь по окончании войны в Косово в 1999 году через таможенный переход Qafa Morinës на горном перевале высотой 568 м. Вдоль границы в этих местах до сих пор находят неразорвавшиеся мины.

## Экономика и промышленность
Тропоя имеет плохое транспортное сообщение с другими округами. На западе и севере этому препятствуют высокие горы. В плачевном состоянии находится дорога на юго-восток через округ Хас в Кукес, путь на юг через округа Пука и Мирдита тоже утомителен. Лучше всего добираться сюда паромом по Команскому водохранилищу, курсирующему раз в день. В мае 2006 года открылась после ремонта дорога в Джяковицу.
Как и во всей Северной Албании, после падения коммунистического режима в округе произошел сильный отток населения. Большинство шахт, ведущих добычу хромитов, бокситов и меди, были закрыты. Чтобы прокормиться, многие перебрались ближе к городам Тирана и Шкодер, где возникли целые трущобы. Правительство не предпринимало никаких мер для решения этой проблемы, албанцы связывали это с тем фактом, что бывший президент и нынешний премьер-министр Албании, Сали Бериша, родом из Тропои.
Большинство населения занято в сельском хозяйстве. Из всех полезных ископаемых ведётся добыча лишь каолина.
Район печально известен международным скандалом по продаже косовскими боевиками органов похищенных ими сербов, а также нелегальной торговлей героином.

## Административное деление
Территориально округ разделен на город Байрам-Цурри и 7 общин: Буян, Bytyç, Fierza, Lekbibaj, Llugaj, Маргегай, Тропоя.